# The Futureheads
 (août 2024).
Si vous disposez d'ouvrages ou d'articles de référence ou si vous connaissez des sites web de qualité traitant du thème abordé ici, merci de compléter l'article en donnant les références utiles à sa vérifiabilité et en les liant à la section « Notes et références ».
The Futureheads est un groupe de rock indépendant anglais de Sunderland. Ils ont été influencés par des artistes tels que Kate Bush, Fugazi, Devo, Queen et The Jam. Le nom du groupe provient du titre du disque Hit to Death in the Future Head  des Flaming Lips.

## Membres
- Ross Millard (guitariste, seconde voix)
- Dave Hyde (batteur, seconde voix)
- Barry Hyde (chanteur, guitariste)
- David "Jaff" Craig (bassiste, seconde voix)
- Pete Brewis (ancien batteur)

## Discographie

### Albums studio
- The Futureheads (12 juillet 2004)
- News and Tributes (29 mai 2006)
- This Is Not The World (26 mai 2008)
- The Chaos (26 avril 2010)
- Power (30 août 2019)

### Compilations
- Rant (Reprises et anciens titres réarrangés et interprétés a cappella) (2 avril 2012)
- Decent Days & Nights: The Singles (29 novembre 2024)

### EP
- Nul Book Standard EP (2002) - Project Cosmonaut
- 1-2-3-Nul! EP (2003) - Fantastic Plastic Records
- Area EP  (28 novembre 2005) - 679 Recordings

### Singles et EP
D'après The Futureheads (2004) :
- 2004 First Day
- 2004 A to B
- 2004 Decent Days and Nights
- 2004 Meantime
- 2005 Hounds of Love
- 2005 Decent Days and Nights (ré-édition)"

D'après News and Tributes (2006) :
- 2006 Skip to the End
- 2006 Worry About It Later

D'après This Is Not The World (2008) :
- 2008 The Beginning Of The Twist
- 2008 Radio Heart

## Liens
- (en) Site officiel